# Porządni faceci ubierają się na czarno
Porządni faceci ubierają się na czarno (Good Guys Wear Black) – amerykański film sensacyjny z 1978 roku.  

## Treść
John T. Booker, były dowódca "Czarnych Tygrysów" - specjalnej jednostki sił amerykańskich w Wietnamie, po latach prowadzi ustabilizowane życie wykładowcy nauk politycznych. Jednak wspomnienia z wojny powracają, kiedy w tajemniczych okolicznościach giną kolejno dawni żołnierze z jego jednostki. John T. Booker postanawia to wyjaśnić. Trop wiedzie do agencji rządowej, która chce ukryć prawdę o tamtych wydarzeniach...

## Obsada
- Chuck Norris: John T. Booker
- Anne Archer: Margaret
- James Franciscus: Conrad Morgan
- Lloyd Haynes: Murray Sanders
- Dana Andrews: Edgar Harolds
- Lawrence P. Casey: Mike Potter
- Anthony Mannino: Gordie Jones
- Soon-Tek Oh: Mhin Van Thieu
- Stack Pierce: Holly Washington
- Aaron Norris: Al